# Effetto Aharonov-Bohm
L'effetto Aharonov-Bohm, a volte chiamato effetto Ehrenberg-Siday-Aharonov-Bohm è un fenomeno di meccanica quantistica in cui una particella carica è influenzata da campi elettromagnetici in regioni in cui tali campi sono nulli. Raymond Eldred Siday e Werner Ehrenberg per primi predissero l'effetto nel 1949,  e simili effetti furono più tardi riscoperti da Yakir Aharonov e David Bohm nel 1959 (dopo la pubblicazione dell'articolo del 1959 Bohm fu informato del lavoro di Ehrenberg e Siday che fu riconosciuto e accreditato sull'articolo successivo di Bohm e Aharonov nel 1961). Si osservi che tali effetti sono dovuti sia a campi magnetici sia a campi elettrici, ma la versione magnetica è più facile da osservare. In generale, la conseguenza profonda degli effetti di Aharonov-Bohm è che il concetto del campo elettromagnetico classico che agisce localmente su una particella non è sufficiente per predire il suo comportamento quantistico.
Il caso più comunemente descritto, a volte detto effetto solenoidale Aharonov-Bohm, si ha quando una funzione d'onda di una particella carica passa attorno ad un lungo solenoide, sperimentando uno spostamento di fase come risultato del campo magnetico racchiuso dalla funzione d'onda, nonostante il campo magnetico sia zero nella regione in cui la particella passa effettivamente. Questo spostamento di fase è stato osservato sperimentalmente attraverso i suoi effetti su frange di interferenza (ci sono anche effetti magnetici di Aharonov-Bohm su energie di legame e su sezioni d'urto di diffusione, ma questi casi non sono stati verificati sperimentalmente). Si è potuto anche individuare un effetto Aharonov-Bohm elettrico, in cui una particella carica è influenzata da regioni con differente potenziale elettrico ma con campo elettrico nullo, ed anche questo ha avuto conferma sperimentale. Un effetto Aharonov-Bohm molecolare fu proposto nel moto nucleare in regioni multi-connesse, ma si è notato come questo sia essenzialmente differente, in quanto dipendente solo da quantità locali lungo la traiettoria percorsa dai nuclei (Sjöqvist, 2002). Un riepilogo generale dell'argomento può essere trovata in Murry Peshkin e Akira Tonomura (1989).

## Effetto Aharonov-Bohm magnetico
L'effetto Aharonov-Bohm magnetico può essere visto come il risultato della richiesta che la fisica quantistica sia invariante rispetto alla scelta di gauge per il potenziale vettore A. Ciò implica che una particella con carica elettrica q che viaggia lungo una traiettoria P in una regione con campo magnetico nullo ({\displaystyle \mathbf {B} =0=\nabla \times \mathbf {A} }) deve assumere una fase {\displaystyle \varphi }, data in unità SI da
{\displaystyle \varphi ={\frac {q}{\hbar }}\int _{P}\mathbf {A} \cdot d\mathbf {x} ,}
perciò la differenza di fase {\displaystyle \Delta \varphi }  fra qualsiasi coppia di traiettorie con lo stesso punto finale è determinata dal flusso magnetico Φ attraverso l'area compresa fra le traiettorie (secondo il teorema di Stokes e la relazione {\displaystyle \nabla \times \mathbf {A} =\mathbf {B} }), e dato da:
{\displaystyle \Delta \varphi ={\frac {q\Phi }{\hbar }}.}

Schema di un esperimento a doppia fenditura in cui può essere osservato l'effetto di Aharonov-Bohm: gli elettroni passano attraverso due fessure, interferiscono su uno schermo di osservazione, e le frange di interferenza sono spostate quando un campo magnetico B è attivato in un solenoide cilindrico

Questa differenza di fase può essere osservata posizionando un solenoide tra le fenditure di un esperimento della doppia fenditura (o equivalente).  Un solenoide ideale, quando è attraversato da una corrente, ha al suo interno un campo magnetico B, ma non produce nessun campo magnetico al di fuori del suo cilindro, e quindi una particella carica (ad esempio un elettrone) non subisce nessun effetto secondo la fisica classica. Comunque, c'è un potenziale vettore (irrotazionale) al di fuori dal solenoide con incluso all'interno un flusso, e così la fase relativa delle particelle che passano attraverso una fenditura o l'altra è alterata a seconda del caso che passi corrente attraverso il solenoide. Questo corrisponde ad uno spostamento osservabile delle frange di interferenza sul piano di osservazione.
Lo stesso effetto di fase è responsabile della quantizzazione del flusso magnetico nei circuiti di superconduttori. Questa quantizzazione è dovuta al fatto che la funzione d'onda di superconduttività deve avere un solo valore: la differenza di fase Δφ attraverso un cammino chiuso deve essere un multiplo intero di 2π (con la carica q=2e per la coppia di Cooper), e quindi il flusso Φ  deve essere multiplo di h/2e. Il quanto di flusso nei superconduttori è stato in effetti previsto prima dell'effetto Aharonov-Bohm, da Fritz London nel 1948 usando un modello fenomenologico.
L'effetto magnetico di Aharonov-Bohm è anche strettamente in relazione con l'ipotesi di Paul Dirac che l'esistenza di un monopolo magnetico implichi necessariamente che sia le cariche elettriche che quelle magnetiche siano quantizzate. Un monopolo magnetico implica una singolarità matematica nel potenziale vettore, che può essere espressa come una stringa di Dirac infinitamente lunga e di diametro infinitesimo che contenga l'equivalente di tutti i flussi 4πg  dalla carica monopolare g. Quindi, assumendo l'assenza di un effetto di diffusione a distanza infinita, da questa scelta arbitraria di singolarità, la richiesta di funzioni di onda con un valore singolo (come sopra) rende necessaria la quantizzazione della carica: {\displaystyle 2qg/c\hbar } deve essere un intero (in unità CGS) per una qualsiasi carica elettrica q e carica magnetica g.
L'effetto magnetico Aharonov-Bohm fu sperimentalmente confermato da Osakabe ed altri(1986),  seguendo un lavoro precedente riassunto in Olariu e Popèscu (1984). I campi di indagine e le applicazioni di questo effetto continuano ad ampliarsi; sono state osservate oscillazioni di Aharonov-Bohm in anelli metallici non superconduttori nel 1985 (1985). Bachtold ed altri, nel 1999, hanno individuato l'effetto in nanotubi di carbonio.

## Effetto Aharonov-Bohm elettrico
La fase della funzione d'onda dipende, oltre che dal potenziale vettore, dal potenziale scalare, collegato al campo elettrico. Realizzando una situazione in cui il potenziale elettrostatico è diverso per due percorsi della particella, attraverso regioni di campo elettrico nullo, si possono ipotizzare fenomeni di interferenza alla Aharonov-Bohm dovuti allo spostamento di fase; come nel caso magnetico, in assenza di un campo elettrico non ci sono effetti classici.
Dall'equazione di Schrödinger, la fase di una autofunzione dell'energia con energia E è {\displaystyle \exp(-iEt/\hbar )}. L'energia, comunque, dipenderà dal potenziale elettrostatico V per una particella con carica q. In particolare, per una regione con un potenziale costante V (corrispondente ad un campo nullo), l'energia potenziale elettrica qV  si somma semplicemente ad E, risultando così in uno spostamento di fase:
{\displaystyle \Delta \phi =-{\frac {qVt}{\hbar }},}
dove t è il tempo che la particella ha trascorso nel potenziale.
L'iniziale proposta teorica per questo effetto suggerì un esperimento in cui le cariche passano attraverso cilindri conduttori lungo due percorsi,  che schermano l'effetto dei campi elettrici esterni sulle particelle nelle regioni dove esse viaggiano,  consentendo ugualmente di poter applicare una variazione di potenziale caricando i cilindri; questo esperimento è comunque difficile da realizzare. Fu proposto un differente esperimento con una geometria ad anello interrotta da barriere tunnel, con una differenza di potenziale V tra le due metà dell'anello. Questa situazione provoca uno spostamento di fase di Aharonov-Bohm come descritto sopra, e fu osservato sperimentalmente nel 1998.

## Nano-anelli di Aharonov-Bohm
I nano anelli furono creati per caso durante la fabbricazione di punti quantici della dimensione di 10-100 nm. Il processo di fabbricazione qualche volta provocava uno spargimento del materiale sulla superficie durante la deposizione, formando invece di un punto un anello, detto appunto "nano-anello" di Aharonov-Bohm.
Questi nano-anelli sono stati oggetto di studio: sono infatti della misura giusta per includere un eccitone, ma questa giusta misura non consente loro di mantenere un eccitone per molto tempo. Quando una combinazione di campi elettrici e magnetici viene applicata, il campo elettrico può essere regolato in modo da congelare un eccitone in un posto o lasciare che collassi e riemetta un fotone in un tempo successivo. Questo processo è simile a quello in cui un elettrone che è stato spinto in uno stato più alto in un atomo da un fotone, lasciando una lacuna nell'orbitale più basso; quando lo stato di alta energia dell'elettrone decade, esso si ricombina con la lacuna, e viene emesso di nuovo un fotone. Mantenendo un eccitone sul posto si può ritardare la riemissione del fotone ed effettivamente rallentare o eventualmente congelare la luce. Per rallentare la luce sono stati usati diversi materiali esotici; nel marzo 2009 all'Università di Warwick si è ottenuto per la prima volta il "congelamento" completo della luce, controllando l'emissione di fotoni individuali. Applicazioni di questi anelli usati come contenitori di luce o "tamponi" includono il calcolo fotonico e la tecnologia delle comunicazioni. Sono allo studio gli effetti legati alla fase geometrica in tali anelli.

## Complementi matematici
Nei termini della moderna geometria differenziale, l'effetto Aharonov-Bohm può essere interpretato come la monodromia di un fascio di linee del piano complesso. La connessione {\displaystyle U(1)} di questo fascio di linee è data dal quadripotenziale elettromagnetico {\displaystyle A} come {\displaystyle \nabla =d+iA\,,} dove {\displaystyle d}  indica la derivazione spaziale dello spazio di Minkowski {\displaystyle \mathbb {M} ^{4}}. La forma di curvatura della connessione, {\displaystyle \mathbf {F} =d\mathbf {A} }, è la forza del campo elettromagnetico dove {\displaystyle \mathbf {A} } è la -forma corrispondente al quadripotenziale. 
L'ololomia della connessione, {\displaystyle e^{i\int _{\gamma }\mathbf {A} }} lungo un percorso chiuso {\displaystyle \gamma } è, come conseguenza del teorema di Stokes, determinata dal flusso magnetico attraverso la superficie circondata dal percorso. La descrizione è generale e d è applicabile sia all'interno che all'esterno del conduttore. Fuori dal tubo conduttore, che è per esempio un infinito percorso metallico magnetizzato longitudinalmente, la forza del campo è {\displaystyle \mathbf {F} =0} ; in altre parole fuori dal percorso la connessione è piana, e l'olonomia di un percorso contenuto nella regione priva del campo dipende solo dal numero di avvolgimenti attorno al tubo ed è, per definizione, la monodromia della connessione piana. In una regione semplicemente connessa fuori dal tubo si può trovare una trasformazione di gauge (che agisce sulle funzioni di onda e sulle connessioni) che scarta via il potenziale vettoriale. Comunque, se la monodromia è così banale, non esiste una trasformazione di gauge tale per l'intera regione esterna.
Se vogliamo ignorare la fisica all'interno del conduttore e descriviamo solo la fisica fuori dal conduttore, diviene naturale descrivere matematicamente l'elettrone quantistico tramite una sezione in un complesso fascio di linee con una connessione esterna {\displaystyle \nabla }  piuttosto che un campo EM {\displaystyle \mathbf {F} } (tramite l'incorporazione delle locali trasformazioni di gauge, si è già appreso che la meccanica quantistica definisce la nozione una funzione d'onda (localmente) piana (con densità di momento nulla) ma non come una funzione d'onda unita. L'equazione di Schrödinger prontamente generalizza questa situazione. Di fatto tramite l'effetto Aharonov-Bohm noi possiamo lavorare in due regioni semplicemente connesse con tagli che passano attraverso l'interno di un tubo o allontanandosi da uno schermo di individuazione. In ciascuna di queste regioni si devono risolvere le ordinarie equazioni di Schrödinger, ma nel passare da una regione all'altra, in solo una delle due componenti connesse dell'intersezione (effettivamente solo in una delle fessure) noi prendiamo un fattore monodromo {\displaystyle e^{i\alpha }}, che risultano in uno spostamento nel pannello di interfaccia.